# カナック・ジャー
カナック・ジャー（英語: Kanak Jha、2000年6月19日 - ）は、アメリカ・カリフォルニア州ミルピタス出身の卓球選手。

## 経歴
2022年12月、米国アンチドーピング機構(USADA)の検査を怠ったことが原因で、アンチ・ドーピング規則違反で国際大会への出場停止処分が下された。
2023年の12月よりブンデスリーガのグレンツァオでプレーを再開した。

## 成績
- 2018年
  - ユースオリンピック シングルス3位
- 2021年
  - 世界選手権 シングルスベスト8
- 2024年
  - WTTフィーダーデュッセルドルフ2024 優勝[4]